# Boisseau (Loir-et-Cher)
Pour les articles homonymes, voir Boisseau (homonymie).
Boisseau est une commune française située dans le département de Loir-et-Cher en région Centre-Val de Loire.
Localisée au centre-nord du département, la commune fait partie de la petite région agricole « la Beauce », une vaste étendue de cultures céréalières, oléagineuses (colza) et protéagineuses (pois, féverolle, lupin), avec également de la betterave sucrière, et de la pomme de terre. Elle est drainée par le fossé de la Vove, et par un petit cours d'eau.
L'occupation des sols est marquée par l'importance des espaces agricoles et naturels qui occupent la quasi-totalité du territoire communal. Plusieurs espaces naturels d'intérêt sont présents dans la commune : un site natura 2000 et une zone naturelle d'intérêt écologique, faunistique et floristique (ZNIEFF).  En 2010, l'orientation technico-économique de l'agriculture dans la commune est la culture des céréales et des oléoprotéagineux. À l'instar du département qui a vu disparaître le quart de ses exploitations en dix ans, le nombre d'exploitations agricoles a fortement diminué, passant de 13 en 1988, à 8 en 2000, puis à 10 en 2010.
Avec 99 habitants en 2017, la commune fait partie des 9 communes les plus faiblement peuplées de Loir-et-Cher.

## Géographie

### Localisation et communes limitrophes
La commune de Boisseau se trouve au centre-nord du département de Loir-et-Cher, dans la petite région agricole de la Beauce,. À vol d'oiseau, elle se situe à 20,5 km  de Blois, préfecture du département et à 23,2 km de Beauce la Romaine, chef-lieu du canton de la Beauce dont dépend la commune depuis 2015. La commune fait en outre partie du bassin de vie de Vendôme.
Les communes les plus proches sont : Villeneuve-Frouville (1,8 km) , Conan (2,7 km) , Sainte-Gemmes (3 km) , Rhodon (3,1 km) , Baigneaux (3,3 km) , Épiais (5,2 km) , Oucques (5,6 km) , Maves (6 km)  et La Madeleine-Villefrouin (7,3 km).
| Oucques la Nouvelle | Oucques la Nouvelle | Villeneuve-Frouville    |
| Oucques la Nouvelle | Boisseau            | Saint-Léonard-en-Beauce |
| Rhodon              | Conan               | Maves                   |

### Paysages et relief
Dans le cadre de la Convention européenne du paysage, adoptée le 20 octobre 2000 et entrée en vigueur en France le 1er juillet 2006, un atlas des paysages de Loir-et-Cher a été élaboré en 2010 par le CAUE de Loir-et-Cher, en collaboration avec la DIREN Centre (devenue DREAL en 2011), partenaire financier. Les paysages du département s'organisent ainsi en huit grands ensembles et 25 unités de paysage,. La commune fait partie de l'unité de paysage de « la Beauce ».
La fertile Beauce, qui couvre pas moins de six cent mille hectares, est un vaste plateau, essentiellement consacré aux grandes cultures (céréales, colza, betterave sucrière). En Loir-et-Cher, la Beauce s'avance jusqu'à Blois, bordée au nord par le Loir et au sud par la Loire, couvrant un septième du département. Ses paysages épurés et ouverts sur le ciel contrastent avec les vertes collines Percheronnes au nord et surtout avec les grandes forêts Solognotes au sud.
L'altitude du territoire communal varie de 103 mètres à 129 mètres,.

### Hydrographie

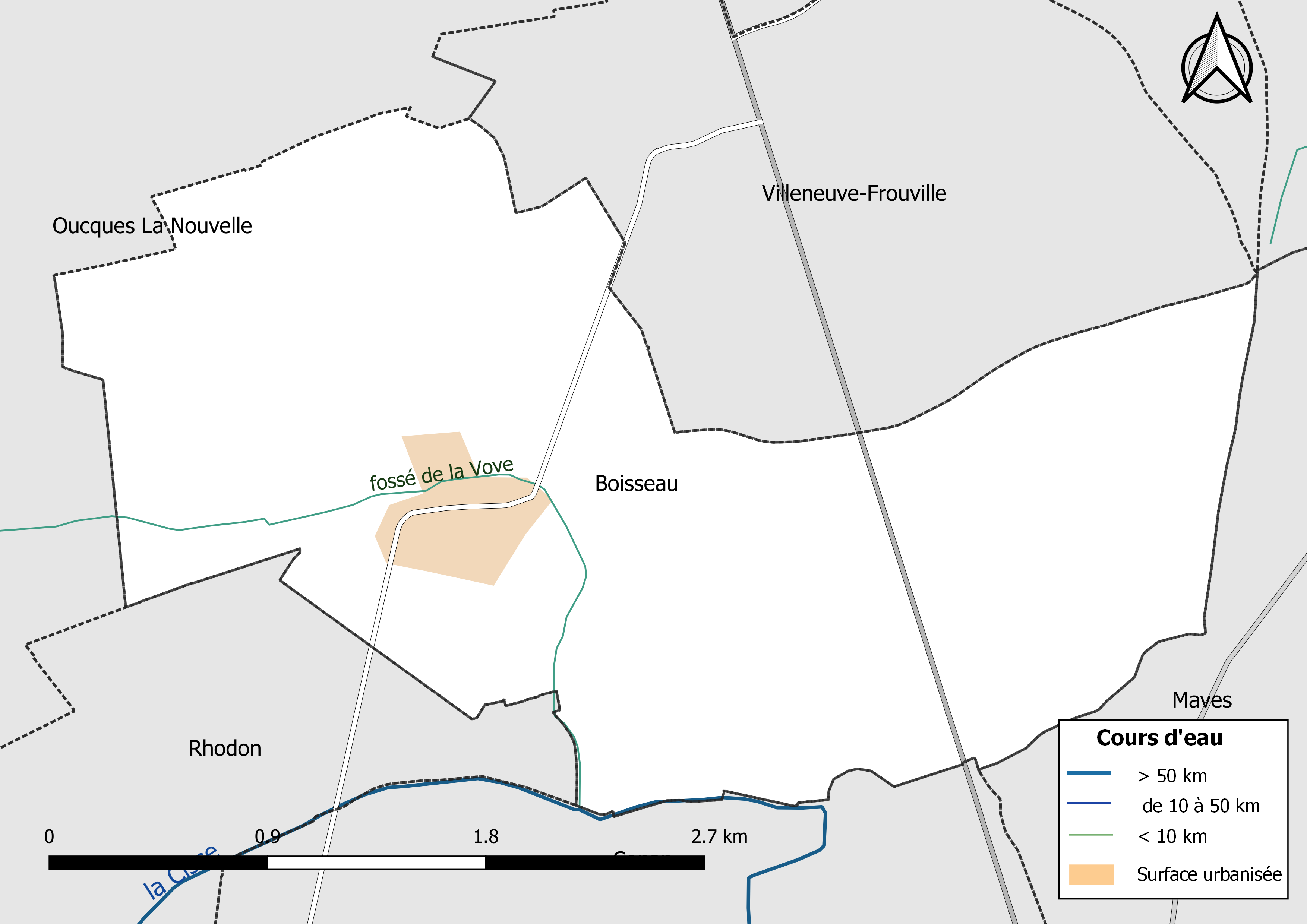
Réseau hydrographique de Boisseau.

La commune est drainée par fossé de la Vove (km), et par un petit cours d'eau, constituant un réseau hydrographique de 3,12 km de longueur totale.

### Climat
Pour des articles plus généraux, voir Climat du Centre-Val de Loire et Climat de Loir-et-Cher.
En 2010, le climat de la commune est de type climat océanique dégradé des plaines du Centre et du Nord, selon une étude du CNRS s'appuyant sur une série de données couvrant la période 1971-2000. En 2020, Météo-France publie une typologie des climats de la France métropolitaine dans laquelle la commune est exposée à un climat océanique altéré et est dans la région climatique Moyenne vallée de la Loire, caractérisée par une bonne insolation (1 850 h/an) et un été peu pluvieux.
Pour la période 1971-2000, la température annuelle moyenne est de 10,9 °C, avec une amplitude thermique annuelle de 15 °C. Le cumul annuel moyen de précipitations est de 654 mm, avec 10,6 jours de précipitations en janvier et 7 jours en juillet. Pour la période 1991-2020, la température moyenne annuelle observée sur la station météorologique de Météo-France la plus proche, dans la commune de Saint-Léonard-en-Beauce à 9 km à vol d'oiseau, est de 11,9 °C et le cumul annuel moyen de précipitations est de 642,2 mm,. Pour l'avenir, les paramètres climatiques de la commune estimés pour 2050 selon différents scénarios d'émission de gaz à effet de serre sont consultables sur un site dédié publié par Météo-France en novembre 2022.

### Milieux naturels et biodiversité

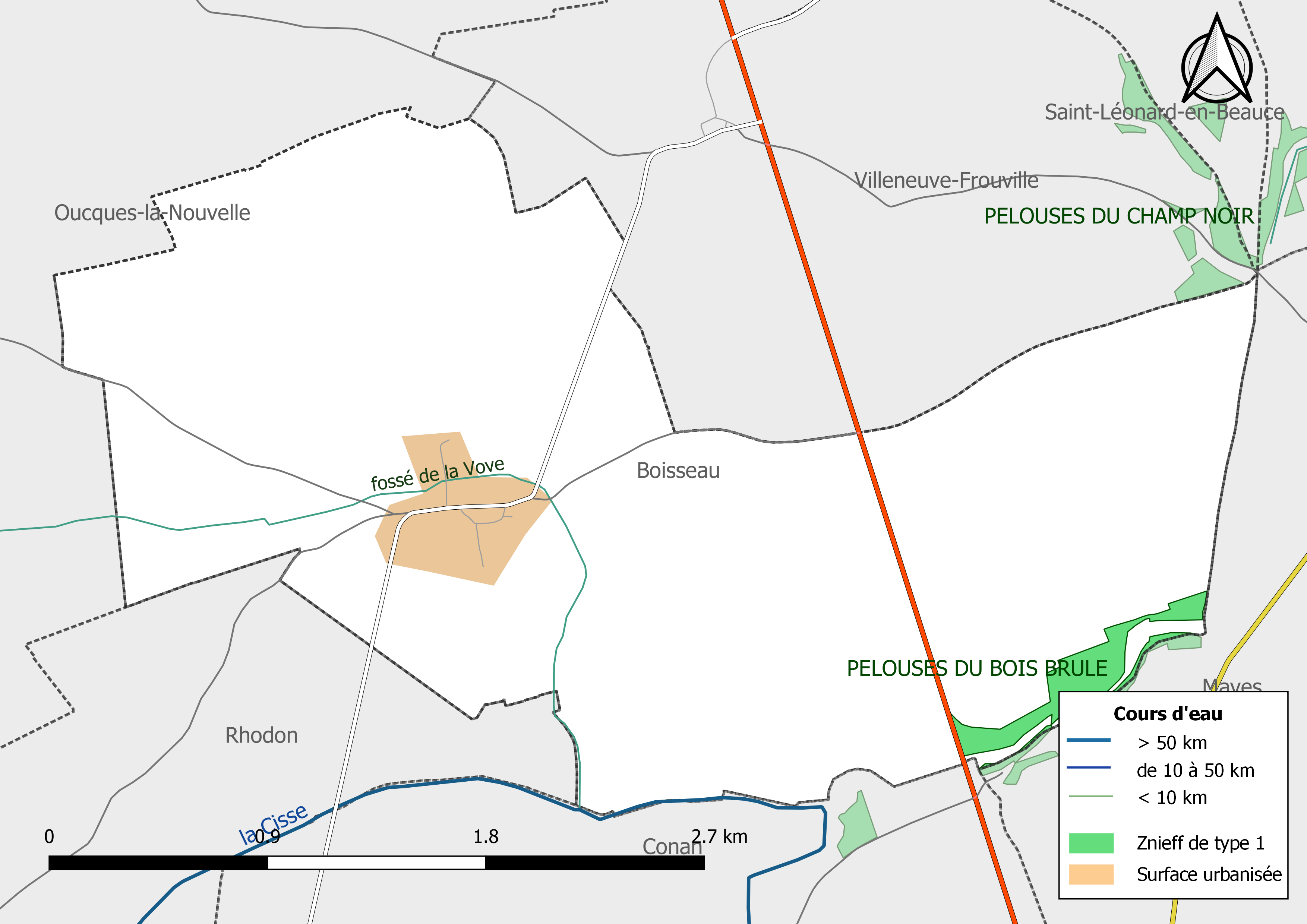
Carte des ZNIEFF de type 1 localisées dans la commune.

L'inventaire des zones naturelles d'intérêt écologique, faunistique et floristique (ZNIEFF) a pour objectif de réaliser une couverture des zones les plus intéressantes sur le plan écologique, essentiellement dans la perspective d'améliorer la connaissance du patrimoine naturel national et de fournir aux différents décideurs un outil d'aide à la prise en compte de l'environnement dans l'aménagement du territoire. Le territoire communal de Boisseau comprend une ZNIEFF : les « Pelouses du Bois Brûlé » (20,33 ha).

## Urbanisme

### Typologie
Au 1er janvier 2024, Boisseau est catégorisée commune rurale à habitat dispersé, selon la nouvelle grille communale de densité à sept niveaux définie par l'Insee en 2022.
Elle est située hors unité urbaine. Par ailleurs la commune fait partie de l'aire d'attraction de Blois, dont elle est une commune de la couronne,. Cette aire, qui regroupe 78 communes, est catégorisée dans les aires de 50 000 à moins de 200 000 habitants,.

### Occupation des sols
L'occupation des sols est marquée par l'importance des espaces agricoles et naturels (96,7 %). La répartition détaillée ressortant en 2012 de la base de données européenne d'occupation biophysique des sols Corine Land Cover est la suivante : 

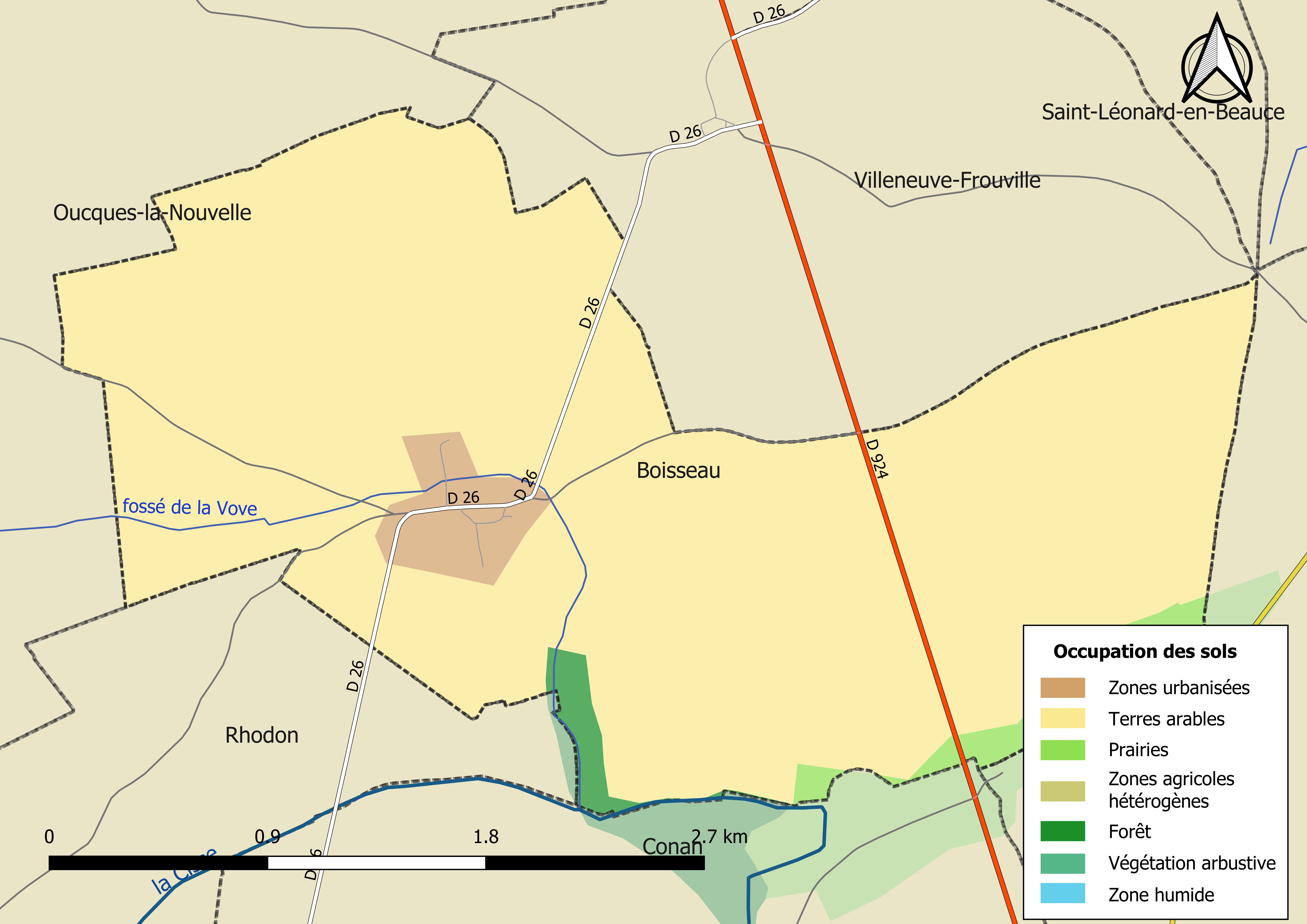
Carte des infrastructures et de l'occupation des sols de la commune en 2018 (CLC).

terres arables (91,7 %), 
prairies (3,5 %), 
forêts (1,4 %), 
zones urbanisées (3,3 %).

### Planification
En matière de planification, la commune ne disposait pas en 2017 de document d'urbanisme opérationnel et le règlement national d'urbanisme s'appliquait donc pour la délivrance des permis de construire.

### Habitat et logement
Le tableau ci-dessous présente la typologie des logements à Boisseau en 2016 en comparaison avec celle du Loir-et-Cher et de la France entière. Une caractéristique marquante du parc de logements est ainsi la faible proportion des résidences secondaires et logements occasionnels (2,1 %) par rapport au département (18 %) et à la France entière (9,6 %). Concernant le statut d'occupation de ces logements, 90,7 % des habitants de la commune sont propriétaires de leur logement (82,9 % en 2011), contre 68,1 % pour le Loir-et-Cher et 57,6 pour la France entière.
|                                                         | Boisseau | Loir-et-Cher | France entière |
| ------------------------------------------------------- | -------- | ------------ | -------------- |
| Résidences principales (en %)                           | 85,1     | 74,5         | 82,3           |
| Résidences secondaires et logements occasionnels (en %) | 2,1      | 18           | 9,6            |
| Logements vacants (en %)                                | 12,8     | 7,5          | 8,1            |

### Risques majeurs
Le territoire communal de Boisseau est vulnérable à différents aléas naturels :  climatiques (hiver exceptionnel ou canicule), mouvements de terrains ou sismique (sismicité très faible). 
Il est également exposé à un risque technologique :  le transport de matières dangereuses,.

#### Risques naturels
Les mouvements de terrains susceptibles de se produire dans la commune sont liés au retrait-gonflement des argiles. Le phénomène de retrait-gonflement des argiles est la conséquence d'un changement d'humidité des sols argileux. Les argiles sont capables de fixer l'eau disponible mais aussi de la perdre en se rétractant en cas de sécheresse. Ce phénomène peut provoquer des dégâts très importants sur les constructions (fissures, déformations des ouvertures) pouvant rendre inhabitables certains locaux. La carte de zonage de cet aléa peut être consultée sur le site de l'observatoire national des risques naturels Georisques.

#### Risques technologiques
Le risque de transport de marchandises dangereuses dans la commune est lié à sa traversée par une route à fort trafic. Un accident se produisant sur une telle infrastructure est en effet susceptible d'avoir des effets graves au bâti ou aux personnes jusqu'à 350 m, selon la nature du matériau transporté. Des dispositions d'urbanisme peuvent être préconisées en conséquence.

## Toponymie
L'origine de Boisseau viendrait du latin «buxus» bouis, buis, qui désigne à la fois l'arbuste toujours vert et sous des formes dérivées comme «buxea» - boisse, buisse - et «buxio», buisson, des espèces végétales touffues et de petites tailles.
Bas latin buxetellum, buxetum et diminutif ellum, petit terrain où le buis abonde, qui aboutit régulièrement à boisseau.

Boissellum, 1079 (Cartulaire de Vendôme, charte 282) ; Arrêt pour l'abbé de Vendôme contre le comte de Blois, déclarant que le village de Boissello = Boisseau est de la châtellenie de Vendôme et non de celle de Marchesnoir, novembre 1268 (Archives Nationales-X1A-Olim, t. I, fol. 52 v°, no 1264) ; Boisseau, mai 1353 (Archives Nationales-JJ 81, no 741, fol. 382) ; Boisseau, 1740 (Bibliothèque Municipale d'Orléans, Ms 995, fol. 22) ; Boësseau, XVIIIe s. (Carte de Cassini).

Délimitation réalisée en 1790 : plusieurs fermes de Villeneuve-Frouville sont rattachées à Boisseau (A.D. 41-L 114, p. 205). Boisseau était une paroisse vendômoise enclavée dans le Dunois.

## Histoire

### Révolution française et Empire

#### Nouvelle organisation territoriale
Le décret de l'Assemblée nationale du 12 novembre 1789 décrète qu'« il y aura une municipalité dans chaque ville, bourg, paroisse ou communauté de campagne », mais ce n'est qu'avec le décret de la Convention nationale du 10 brumaire an II (31 octobre 1793) que la paroisse de Boisseau devient formellement « commune de Boisseau »,.
En 1790, dans le cadre de la création des départements, la municipalité est rattachée au canton de Oucques et au district de Mer. Les cantons sont supprimés, en tant que découpage administratif, par une loi du 26 juin 1793, et ne conservent qu'un rôle électoral, permettant l'élection des électeurs du second degré chargés de désigner les députés,. La Constitution du 5 fructidor an III, appliquée à partir de vendémiaire an IV (1795) supprime les districts, considérés comme des rouages administratifs liés à la Terreur, mais maintient les cantons qui acquièrent dès lors plus d'importance en retrouvant une fonction administrative. Enfin, sous le Consulat, un redécoupage territorial visant à réduire le nombre de justices de paix ramène le nombre de cantons en Loir-et-Cher de 33 à 24. Boisseau est alors rattachée au canton de Marchenoir et à l'Arrondissement de Blois par arrêté du 5 vendémiaire an X (26 septembre 1801),,. Cette organisation va rester inchangée pendant près de 150 ans.

### Époque contemporaine
Entre le 29 janvier 1939 et le 8 février, plus de 3 100 réfugiés espagnols fuyant l'effondrement de la république espagnole devant les troupes de Franco, arrivent dans le Loir-et-Cher. Devant l'insuffisance des structures d'accueil (les haras de Selles-sur-Cher sont notamment utilisés), 47 villages sont mis à contribution, dont Boisseau. À Boisseau, les réfugiés sont hébergés à Bois-Brûlé ; il s'agit essentiellement de femmes et d'enfants, qui sont soumis à une quarantaine stricte, vaccinés, le courrier est limité, le ravitaillement, s'il est peu varié et cuisiné à la française, est cependant assuré. Au printemps et à l'été, les réfugiés du département sont tous regroupés à Bois-Brûlé. Les regroupements familiaux sont empêchés. Malgré les facilités offertes pour le retour, et même les incitations, et il reste encore 665 réfugiés en décembre 1939.

## Politique et administration

### Découpage territorial

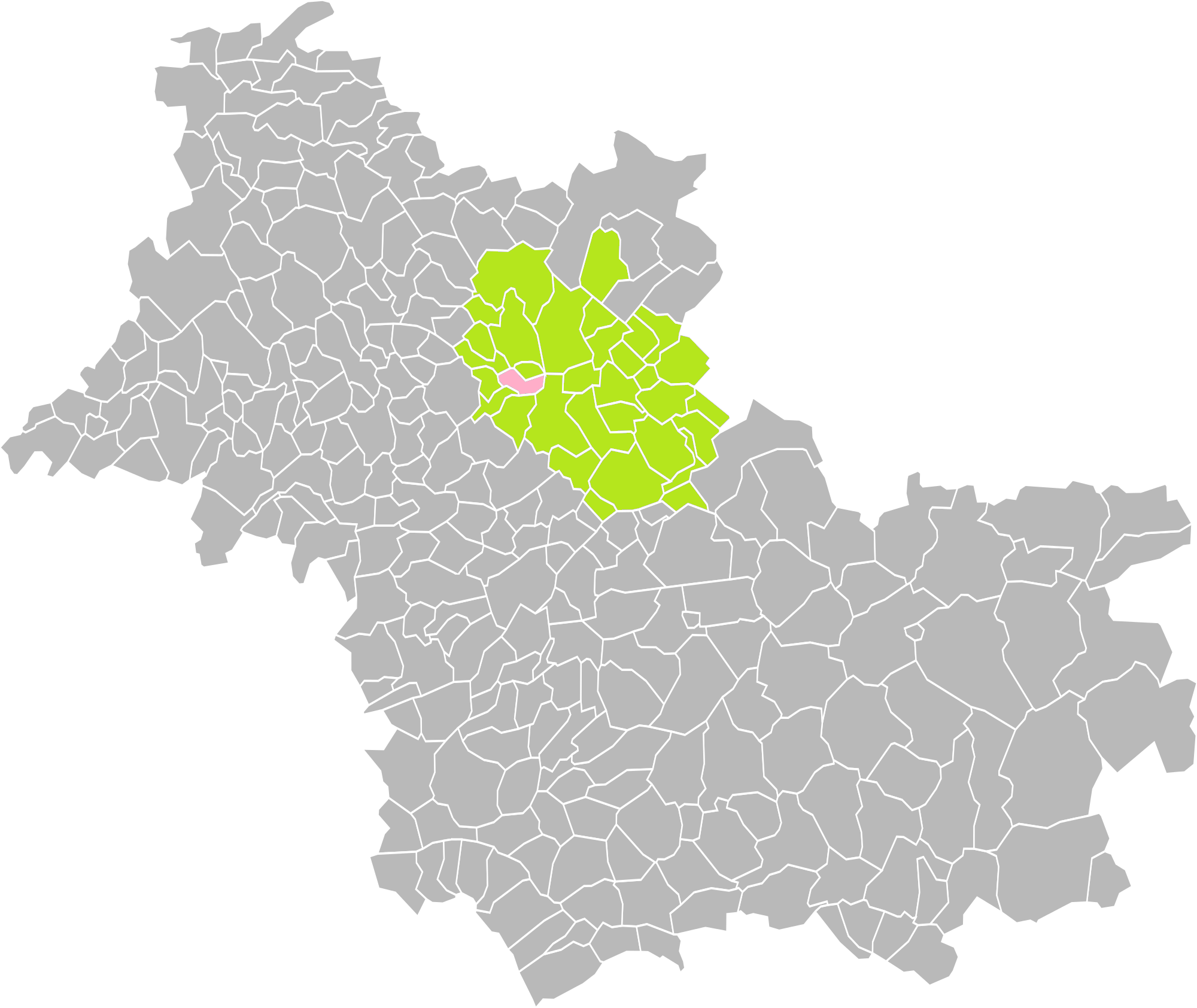
Boisseau dans l'intercommunalité en 2016.

La commune de Boisseau est membre de la communauté de communes Beauce Val de Loire, un établissement public de coopération intercommunale (EPCI) à fiscalité propre créé le 1er janvier 2016.
Elle est rattachée sur le plan administratif à l'arrondissement de Blois, au département de Loir-et-Cher et à la région Centre-Val de Loire, en tant que circonscriptions administratives. Sur le plan électoral, elle est rattachée au canton de la Beauce depuis 2015 pour l'élection des conseillers départementaux et à la Troisième circonscription de Loir-et-Cher pour les élections législatives.

### Politique et administration municipale

#### Conseil municipal et maire
Le conseil municipal de Boisseau, commune de moins de 1 000 habitants, est élu au scrutin majoritaire plurinominal avec liste ouvertes et panachage. Le maire, à la fois agent de l'État et exécutif de la commune en tant que collectivité territoriale, est élu par le conseil municipal au scrutin secret lors de la première réunion du conseil suivant les élections municipales, pour un mandat de six ans, c'est-à-dire pour la durée du mandat du conseil.
| Période    | Période   | Identité           | Étiquette | Qualité                       |
| ---------- | --------- | ------------------ | --------- | ----------------------------- |
| avant 1988 | ?         | Michel Roger       |           |                               |
| mars 2001  | mars 2014 | Jean-Paul Trublard |           |                               |
| mars 2014  | En cours  | Marc Gaulandeau,   |           | Ancien agriculteur exploitant |

## Équipements et services

### Eau et assainissement
L'organisation de la distribution de l'eau potable, de la collecte et du traitement des eaux usées et pluviales relève des communes. La compétence eau et assainissement des communes est un service public industriel et commercial (SPIC).

#### Alimentation en eau potable
Le service d'eau potable comporte trois grandes étapes : le captage, la potabilisation et la distribution d'une eau potable conforme aux normes de qualité fixées pour protéger la santé humaine. En 2019, la commune est membre du syndicat intercommunal d'adduction d'eau potable de la région d'Oucques qui assure le service en régie.

#### Assainissement des eaux usées
En 2019, la commune de Boisseau ne dispose pas d'assainissement collectif.
L'assainissement non collectif (ANC) désigne les installations individuelles de traitement des eaux domestiques qui ne sont pas desservies par un réseau public de collecte des eaux usées et qui doivent en conséquence traiter elles-mêmes leurs eaux usées avant de les rejeter dans le milieu naturel. La communauté de communes Beauce Val de Loire assure pour le compte de la commune le service public d'assainissement non collectif (SPANC), qui a pour mission de vérifier la bonne exécution des travaux de réalisation et de réhabilitation, ainsi que le bon fonctionnement et l'entretien des installations.

### Sécurité, justice et secours
La sécurité de la commune est assurée par la brigade de gendarmerie de Marchenoir qui dépend du groupement de gendarmerie départementale de Loir-et-Cher installé à Blois.
En matière de justice, Boisseau relève du conseil de prud'hommes de Blois, de la Cour d'appel d'Orléans (juridiction de Blois), de la Cour d'assises de Loir-et-Cher, du tribunal administratif de Blois, du tribunal de commerce de Blois et du tribunal judiciaire de Blois.

## Population et société

### Démographie

#### Évolution démographique
D'après le recensement Insee de 2010, Boisseau compte 100 habitants.
La commune occupe le 33 353e rang au niveau national, alors qu'elle était au 33 443e en 1999, et le 279e au niveau départemental sur 291 communes.
| 1793 | 1800 | 1806 | 1821 | 1831 | 1836 | 1841 | 1846 | 1851 |
| ---- | ---- | ---- | ---- | ---- | ---- | ---- | ---- | ---- |
| 171  | 201  | 172  | 206  | 214  | 207  | 227  | 226  | 218  |

| 1856 | 1861 | 1866 | 1872 | 1876 | 1881 | 1886 | 1891 | 1896 |
| ---- | ---- | ---- | ---- | ---- | ---- | ---- | ---- | ---- |
| 228  | 226  | 224  | 229  | 260  | 241  | 242  | 241  | 212  |

| 1901 | 1906 | 1911 | 1921 | 1926 | 1931 | 1936 | 1946 | 1954 |
| ---- | ---- | ---- | ---- | ---- | ---- | ---- | ---- | ---- |
| 221  | 195  | 195  | 188  | 186  | 168  | 176  | 177  | 152  |

| 1962 | 1968 | 1975 | 1982 | 1990 | 1999 | 2006 | 2007 | 2012 |
| ---- | ---- | ---- | ---- | ---- | ---- | ---- | ---- | ---- |
| 135  | 141  | 124  | 100  | 99   | 86   | 93   | 94   | 104  |

| 2017 | 2022 | - | - | - | - | - | - | - |
| ---- | ---- | - | - | - | - | - | - | - |
| 99   | 104  | - | - | - | - | - | - | - |

#### Pyramide des âges
La population de la commune est relativement âgée. Le taux de personnes d'un âge supérieur à 60 ans (27,7 %) est en effet supérieur au taux national (21,6 %) et au taux départemental (26,3 %).
À l'instar des répartitions nationale et départementale, la population féminine de la commune est supérieure à la population masculine. Le taux (51,1 %) est du même ordre de grandeur que le taux national (51,6 %).
La répartition de la population de la commune par tranches d'âge est, en 2007, la suivante :
- 48,9 % d'hommes (0 à 14 ans = 26,1 %, 15 à 29 ans = 19,6 %, 30 à 44 ans = 19,6 %, 45 à 59 ans = 13 %, plus de 60 ans = 21,7 %) ;
- 51,1 % de femmes (0 à 14 ans = 12,5 %, 15 à 29 ans = 16,7 %, 30 à 44 ans = 20,8 %, 45 à 59 ans = 16,7 %, plus de 60 ans = 33,4 %).

| Hommes | Classe d’âge | Femmes |
| ------ | ------------ | ------ |
| 0,0    | 90 ans ou +  | 0,0    |
| 6,5    | 75 à 89 ans  | 14,6   |
| 15,2   | 60 à 74 ans  | 18,8   |
| 13,0   | 45 à 59 ans  | 16,7   |
| 19,6   | 30 à 44 ans  | 20,8   |
| 19,6   | 15 à 29 ans  | 16,7   |
| 26,1   | 0 à 14 ans   | 12,5   |

| Hommes | Classe d’âge | Femmes |
| ------ | ------------ | ------ |
| 0,6    | 90 ans ou +  | 1,6    |
| 8,3    | 75 à 89 ans  | 11,5   |
| 14,8   | 60 à 74 ans  | 15,7   |
| 21,4   | 45 à 59 ans  | 20,6   |
| 20,3   | 30 à 44 ans  | 19,2   |
| 16,2   | 15 à 29 ans  | 14,7   |
| 18,5   | 0 à 14 ans   | 16,7   |

## Économie

### Secteurs d'activité
Le tableau ci-dessous détaille le nombre d'entreprises implantées à Boisseau selon leur secteur d'activité et le nombre de leurs salariés :
|                                                              | total | % com (% dep) | 0 salarié | 1 à 9 salarié(s) | 10 à 19 salariés | 20 à 49 salariés | 50 salariés ou plus |
| ------------------------------------------------------------ | ----- | ------------- | --------- | ---------------- | ---------------- | ---------------- | ------------------- |
| Ensemble                                                     | 12    | 100,0 (100)   | 10        | 2                | 0                | 0                | 0                   |
| Agriculture, sylviculture et pêche                           | 9     | 75,0 (11,8)   | 7         | 2                | 0                | 0                | 0                   |
| Industrie                                                    | 1     | 8,3 (6,5)     | 1         | 0                | 0                | 0                | 0                   |
| Construction                                                 | 1     | 8,3 (10,3)    | 1         | 0                | 0                | 0                | 0                   |
| Commerce, transports, services divers                        | 0     | 0,0 (57,9)    | 0         | 0                | 0                | 0                | 0                   |
| dont commerce et réparation automobile                       | 0     | 0,0 (17,5)    | 0         | 0                | 0                | 0                | 0                   |
| Administration publique, enseignement, santé, action sociale | 1     | 8,3 (13,5)    | 1         | 0                | 0                | 0                | 0                   |
| Champ : ensemble des activités.                              |       |               |           |                  |                  |                  |                     |

Le secteur agricole est important puisqu'il représente 75 % du nombre d'entreprises de la commune (9 sur 
Sur les 12 entreprises implantées à Boisseau en 2016, 10 ne font appel à aucun salarié et 2 comptent 1 à 9 salariés.
Au 1er juillet 2017, la commune est classée en zone de revitalisation rurale (ZRR), un dispositif visant à aider le développement des territoires ruraux principalement à travers des mesures fiscales et sociales. Des mesures spécifiques en faveur du développement économique s'y appliquent également

### Agriculture
En 2010, l'orientation technico-économique de l'agriculture dans la commune est la polyculture et le polyélevage. Le département a perdu près d'un quart de ses exploitations en 10 ans, entre 2000 et 2010 (c'est le département de la région Centre-Val de Loire qui en compte le moins). Cette tendance se retrouve également au niveau de la commune où le nombre d'exploitations est passé de 25 en 1988 à 9 en 2000 puis à 7 en 2010. Parallèlement, la taille de ces exploitations augmente, passant de 34 ha en 1988 à 140 ha en 2010. 
Le tableau ci-dessous présente les principales caractéristiques des exploitations agricoles de Boisseau, observées sur une période de 22 ans : 
|                                      | 1988                 | 2000                 | 2010                 |
| Dimension économique                 | Dimension économique | Dimension économique | Dimension économique |
| ------------------------------------ | -------------------- | -------------------- | -------------------- |
| Nombre d'exploitations (u)           | 25                   | 9                    | 7                    |
| Travail (UTA)                        | 26                   | 14                   | 16                   |
| Surface agricole utilisée (ha)       | 838                  | 919                  | 983                  |
| Cultures                             |                      |                      |                      |
| Terres labourables (ha)              | 648                  | 834                  | 844                  |
| Céréales (ha)                        | 440                  | 452                  | 509                  |
| dont blé tendre (ha)                 | 279                  | 333                  | 319                  |
| dont maïs-grain et maïs-semence (ha) | 99                   | 57                   | 45                   |
| Tournesol (ha)                       | 54                   | s                    |                      |
| Colza et navette (ha)                | 61                   | 88                   | 163                  |
| Élevage                              |                      |                      |                      |
| Cheptel (UGBTA)                      | 631                  | 592                  | 674                  |

.

#### Produits labellisés
Le territoire de la commune est intégré aux aires de productions de divers produits bénéficiant d'une indication géographique protégée (IGP) : le vin Val-de-loire et les volailles de l’Orléanais,.

## Culture et patrimoine

### Lieux et monuments
Église Saint-Pierre